# Mount Pams
Mount Pams ist ein 1072 m hoher Berg an der Scott-Küste des ostantarktischen Viktorialands. In den Denton Hills ragt er zwischen Mount Steep und Mount Band im Gebirgskamm Marshall Ridge unmittelbar nördlich des Rivard-Gletschers auf.
Das New Zealand Geographic Board benannte ihn 1994 nach dem Akronym für das Department of Plants And Microbiological Science der University of Canterbury in Christchurch.